# Zdechovice (Hradec Králové)
Zdechovice é uma comuna checa localizada na região de Hradec Králové, distrito de Hradec Králové‎.